# Джеймс В. Успенський
Джеймс В. Успенський (англ. James V. Uspensky, рос. Яков Викторович Успенский; нар.29 квітня 1883 р. в Улан-Баторi, Монголія — пом.27 січня 1947 р. у Сан-Франциско, Каліфорнія) — російський та згодом американський математик, що працював у розділах теорії чисел та теорії ймовірностей. Відомий як автор багатьох монографій та впливових підручників, насамперед посмертним виданням Теорія Рівнянь (англ. Theory of Equations) 1948 року, в якому були описані на той час маловідомі методи відокремлення дійсних коренів многочленів (не базовані на методі Штурма).

## Біографія
Народився в Монголії в родині російського дипломата В. М. Успенського. У 1903-1906 рр. навчався в Петербурзькому університеті, потім викладав в університеті шляхів сполучення та політехнічному університеті. 1910 року захистив докторську дисертацію під керівництвом Андрія Маркова та 1921 року був обраний членом російської академії наук. У 1927 році Успенський одружився з американкою Люсіль Зандер (англ. Lucile Zander Uspensky). Відповідно до свого прохання (у листі до академії наук СРСР), 1930 року Успенський був виключений з числа радянських академіків. Його значну приватну бібліотеку було націоналізовано. Викладав математику в Стенфордському університеті з 1929 року. Близьким колегою Успенського у Стенфорді був Джордж Поліа.

## Деякі праці
- (англ.) Uspensky, J. V. (1948). Theory of equations.
- (англ.) Uspensky, J. V.; Heaslet, M. A. (1939). Elementary Number Theory.
- (англ.) Uspensky, J. V. (1937). Introduction to mathematical probability.

| науковець | Це незавершена стаття про науковця. Ви можете допомогти проєкту, виправивши або дописавши її. |